# Stormbergia
Stormbergia (Stormbergia dangershoeki) – roślinożerny dinozaur z rzędu dinozaurów ptasiomiednicznych (Ornithischia) o niesprecyzowanej bliżej pozycji systematycznej. Przez niektórych paleontologów jest zaliczany do podrzędu Cerapoda, bądź do taksonu Lesothosauria.
Żył w okresie wczesnej jury (ok. 200-189 mln lat temu) na terenach południowej Afryki. Długość ciała ok. 2 m, wysokość ok. 80 cm, masa ok. 25 kg. Jego szczątki znaleziono w Republice Południowej Afryki i w Lesotho.
Stormbergia znana jest z trzech niekompletnych szkieletów i pojedynczych kości.